# Dale W. Hardin
Dale Wayne Hardin (geboren am 9. September 1922 in Peoria (Illinois); gestorben am 4. September 2014 in Austin) war ein amerikanischer Jurist und Regierungsbediensteter. Von 1967 bis 1977 war er Mitglied der amerikanischen Regulierungsbehörde Interstate Commerce Commission.

## Leben
Dale Wayne Hardin wurde als Sohn von James und Lucille Elgin Hardin geboren. Er besuchte die öffentlichen Schulen in Peoria und studierte er zwei Jahre an der Bradley University.
Nach dem Studium ging er nach Washington D.C. und begann eine Tätigkeit beim FBI.
Am 10. November 1942 schrieb er sich freiwillig für den Militärdienst ein. Im Marine Corps war er im zentralen und südwestlichen Pazifik im Einsatz. 1946 wurde er als Second Lieutenant ehrenhaft entlassen. 
Anschließend studierte er an der George Washington University und erreichte 1947 den Abschluss A.A., 1948 den Abschluss A.B. und 1951 den LL.B. Danach war er kurzzeitig in einer Anwaltskanzlei tätig, bevor er wieder für das FBI tätig wurde. Bis 1954 war er in New York Ciy eingesetzt.
1954 wechselte er zur Interstate Commerce Commission. Zunächst war er als Jurist in der Finanzabteilung tätig. Ab 1955 war er Rechtsberater bei Gesetzgebungsverfahren und Verbindungsperson der ICC zum US-Kongress. 1959 war er kurzzeitig Sekretär und Rechtsberater der Transportation Association of America.
Von 1963 bis 1966 arbeitete er als Manager im Bereich Transport und Kommunikation bei der amerikanischen Wirtschaftskammer. Anschließend war er bis 1967 Vizepräsident bei The Overmyer Inc. 1967 war er kurzzeitig Berater für die American Trucking Company, bevor er von Präsident Lyndon B. Johnson am 10. Juli 1967 als republikanischer Nachfolger von Charles A. Webb für dessen vakanten Sitz in der Interstate Commerce Commission nominiert wurde. Der Senat bestätigt am 27. Juli 1967 die Nominierung mit der Amtszeit bis zum 31. Dezember 1972. Der Amtseid wurde am 31. Juli 1967 abgelegt. Zum 1. Juli 1971 tauschte er den Sitz mit dem Kommissionsmitglied Laurence K. Walrath. Dessen Amtszeit war zum 31. Dezember 1970 ausgelaufen. Hardin wurde erneut vom Senat bis zum 31. Dezember 1977 bestätigt. Am 31. August 1977 trat er zurück. Sein Sitz blieb unbesetzt und wurde zum 1. Januar 1983 gestrichen.
Anschließend war er bis 2000 Professor an der Southwest Texas State University für Recht und Politikwissenschaften.
Dale W. Hardin war verheiratet und hatte zwei Kinder.